# Shaheen (Rakete)

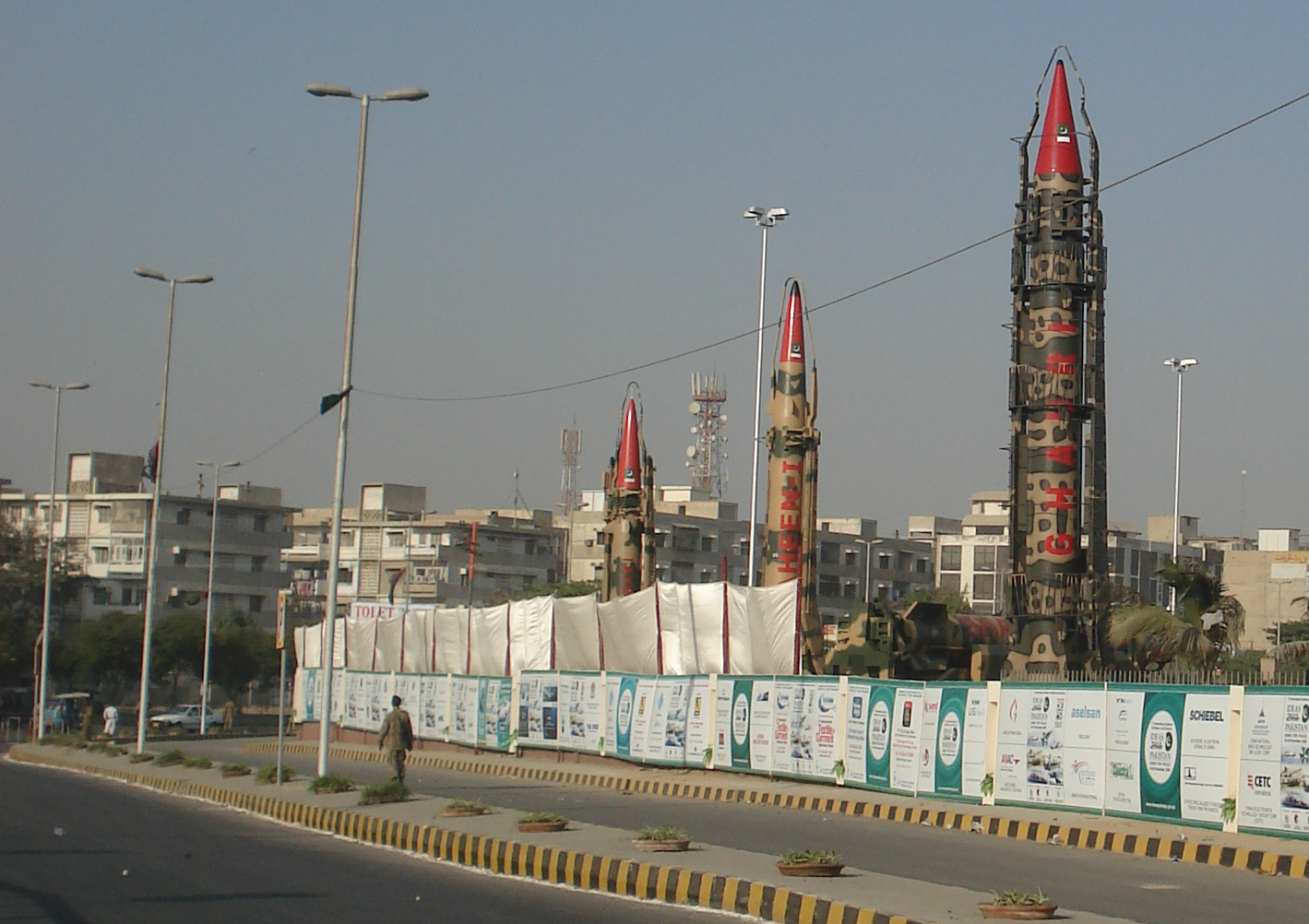
Von Links nach Rechts Ghaznavi, Shaheen-I, Ghauri

Shaheen ist eine Reihe von pakistanischen ballistischen Raketen.
Die Shaheen-Raketen bilden die zweite Generation pakistanischer ballistischer Raketen. Im Unterschied zur ersten Generation (Ghauri), verfügen sie über Feststoffantrieb. Im Laufe der Zeit wurden verschiedene Systeme entwickelt. Alle diese Raketen können mit nuklearen Sprengköpfen bestückt werden.

## Shaheen-I
Die Shaheen-I (militärische Bezeichnung: Hatf–IV, lat.: Ziel-4) ist eine landgestützte Kurzstreckenrakete, die vom Nationalen Verteidigungskomplex und der National Engineering & Scientific Commission entworfen und entwickelt wurde. Die Reichweite liegt bei 750-900 km.

## Shaheen-II
Die Shaheen-II ist eine Mittelstreckenrakete aus pakistanischer Produktion. Entwickelt und produziert wird sie vom staatlichen pakistanischen Rüstungskonzern NESCOM (National Engineering and Scientific Commission). Sie basiert auf ihrem Vorgänger Shaheen-I.

### Daten
Sie nutzt einen zweistufigen Feststoffraketenantrieb. Am 9. März 2004 wurde die Rakete erstmals erfolgreich getestet und wird seit Anfang 2005 in Serie hergestellt. Die Shaheen-II weist eine Tragfähigkeit von 1.000 bis 2.500 Kilogramm und ein Eigengewicht von 25 Tonnen auf; ihr Durchmesser beträgt 1,4 Meter bei einer Länge von 17,5 Metern. Durch einen separaten Booster ist es ihr möglich, Kurskorrekturen nach dem Start durchzuführen; mit einer Treffergenauigkeit von 50 Metern zählt sie zu den Präzisionswaffen.
Sie besitzt mit einem 1.000-Kilogramm-Sprengkopf eine Reichweite von 2.500 Kilometern; mit einem 2.500-Kilogramm-Sprengkopf beträgt ihre Reichweite 600 Kilometer. Sie erreicht eine Geschwindigkeit von bis zu Mach 10 bzw. etwa 12.580 km/h.
Nach Angaben der pakistanischen Zeitung „Jang“ existiert eine Version der Shaheen-II mit einer Reichweite von 3.500 Kilometern.

## Shaheen-III
Shaheen-III ist eine Weiterentwicklung, mit größerer Reichweite (2750 km).
Sie kann mit nuklearen oder konventionellen Sprengköpfen bestückt werden und stellt in Bezug auf Reichweite und Tragkraft das derzeit höchstentwickelte Waffensystem der pakistanischen Streitkräfte dar.